# Cavrié
Cavrié (spesso Cavrìe, in veneto Cavarìe) è una frazione del comune di San Biagio di Callalta, in provincia di Treviso.

## Geografia fisica
Il paese sorge nel territorio a nord del capoluogo comunale, al confine con Breda di Piave. I corsi d'acqua principali sono il Vallio, che lambisce l'abitato a sud, e il Meolo, più a nordest.

## Storia
Il nome della località compare per la prima volta in una bolla di papa Eugenio III, in cui l'antica plebem S. Blasii de Caurillis cum pertinentiis suis viene confermata tra le dipendenze del vescovo di Treviso. Successivamente compaiono le scritture Caurille, Caprile e Capreolae; sulla base di ciò, Carlo Agnoletti fa derivare il toponimo all'allevamento delle capre, ma un'ipotesi più recente la avvicina al culto di una divinità venetica.
Dalla pieve di Cavrié dipendevano numerose cappelle: San Martino di Camporacoler (identificabile con l'attuale San Martino), Santo Menna di Gualdrigo (l'attuale Valdrigo), San Giovanni Battista di Biancade, Santa Maria di Biancade, San Colombano di Pero, San Bartolomeo di Spercenigo, San Sisto di Nerbon.
A partire dal Trecento, il centro nevralgico del territorio si spostò lungo la nuova Callalta. Cavrié, che si trovava più a nord, perse d'importanza e lo stesso titolo di pieve passò a una nuova chiesa affacciata alla strada, attorno alla quale si formò l'attuale San Biagio.

## Monumenti e luoghi d'interesse

### Chiesa parrocchiale
È l'antica pieve di San Biagio, oggi intitolata all'Assunta. In seguito ha dipeso dalla chiesa di San Biagio di Callalta sino alla costituzione della parrocchia, nel 1882.
Distrutta durante i combattimenti della grande guerra, fu ricostruita e consacrata nel 1924. All'interno, spicca l'altare maggiore, proveniente dalla chiesa di Pieve di Soligo, mentre gli affreschi del catino absidale sono di Giulio Ettore Erler.

### Villa Cattanei
Complesso ottocentesco costituito da più fabbricati, attorno al quale si sono aggiunte col tempo altre costruzioni dando vita al cosiddetto "Borgo Cattanei". Benché riadattati a diversi usi, si possono ancora riconoscere le funzioni originarie dei vari edifici: si hanno così la casa padronale con un rustico alla sua sinistra, le scuderie e le serre. Sulla prospiciente via Borgo Cattanei, inoltre, trova posto un piccolo oratorio a pianta centrale.
La villa ha subito numerosi ritocchi: ai primi del Novecento veniva aggiunto il frontone e una bassa balaustrata, mentre sul retro si piantumava il giardino all'italiana all'interno del preesistente parco.
Notevoli le scuderie, con paraste e cornici ad arco e pennacchi culminanti con teste di cavallo.

### Casa Rossa
Si trova di fronte alla precedente. Risalente al Settecento, è un piccolo edificio dalle linee semplicissime. Oltre il piano terra e il sottotetto, trova posto il volume trasversale del piano rialzato che, sulla facciata, si presenta incorniciato da lesene tuscaniche e coronato da un frontone. Tra l'ingresso e la finestra soprastante si trova una meridiana, le cui tracce sono emerse e successivamente recuperate dopo un'efficiente serie di restauri.